# 明登鎮區 (愛荷華州波特瓦特米縣)
明登鎮區（英語：Minden Township）是位於美國愛荷華州波特瓦特米縣的一個行政鎮區。

## 地方資料
根據2010年美國人口普查的數據，明登鎮區的面積為92.18平方千米，當中陸地面積為91.90平方千米，而水域面積為0.28平方千米。當地共有人口1041人，而人口密度為每平方千米11.29人。